# Acronicta nigralbata
Acronicta nigralbata là một loài bướm đêm trong họ Noctuidae.